# 寧之鳳
甯之鳳（？—1662年），字德九，山東兗州府寧陽縣人，清朝政治人物，進士出身。

## 生平
崇禎九年，鄉試中舉。順治三年，登進士，授工部都水清吏司主事，后升任工部郎中。外遷任河南府知府，抵禦流寇有功。順治十四年，任陝西按察使司副使。順治十六年，任浙江布政使司參政，分守金衢道。順治十七年，任陝西按察使，因病死於任內。